# Эдлинг, Лейф
Лейф Эдлинг (род. 6 августа 1963) — автор песен и бессменный бас-гитарист шведской дум-метал-группы Candlemass.
Эдлинг начал свою музыкальную карьеру в группе Trilogy, потом под именем Toxic, как певец, совместно с Ian Haugland (будущим ударником Europe) в 1979. Потом он играл в группе Witchcraft но покинул её в 1981 и создал группу Nemesis в 1982. Перед Candlemass среди официальных релизов Эдлинга так же есть записи его игры на басу и вокала.
В 1994 он создал собственный проект Abstrakt Algebra.
С 1998 предпринимает относительно успешные попытки реанимации Candlemass, в том числе с Мессией Марколином в 2005 году на одноимённом альбоме Candlemass, как с наиболее известным и удачным вокалистом, ранее работавшим в группе с 1987 по 1989.
В 2002 создаёт Дум-метал-группу Krux, которая сразу приобрела больший успех.
В 2013 после решения прекратить студийную деятельность Candlemass, основал группу Avatarium.
Оборудование: Mesa/Boogie 400+ Amplifier, Ampeg 8 x 10 cabinet. Fender precision 57’ vintage, Gibson Thunderbird.

## Дискография

### Leif Edling
- Demos and Outtackes — 2002 (2CD)

### С Nemesis
- Day of Retribution −1984

### СCandlemass
- Epicus Doomicus Metallicus — 1986
- Nightfall — 1987
- Ancient Dreams — 1988
- Tales of Creation — 1989
- Live — 1990 (live)
- Chapter VI — 1992
- Dactylis Glomerata — 1998
- From the 13th Sun — 1999
- Doomed for Live - Reunion 2002 — 2003 (live double CD)
- Candlemass — 2005
- King of the Grey Islands — 2007
- Death Magic Doom — 2009

### С Abstrakt Algebra
- Abstrakt Algebra — 1995

### С Krux
- Krux — 2003
- II — 2006
- III — He Who Sleeps Amongst The Stars — 2011

### C Avatarium
- Moonhorse (2013)
- Avatarium (2013)
- All I Want (2014)
- The Girl With The Raven Mask (2015)
- Hurricanes and Halos (2017)
- The Fire I Long For (2019)